# Heteropoda imbecilla
Heteropoda imbecilla este o specie de păianjeni din genul Heteropoda, familia Sparassidae, descrisă de Tord Tamerlan Teodor Thorell în anul 1892. Conform Catalogue of Life specia Heteropoda imbecilla nu are subspecii cunoscute.